# Смородиново
Смородиново (до 1938 — Бинджонен (нем. Bindszohnen); до 1946 — Бинден (нем. Binden)) — посёлок в Черняховском муниципальном округе Калининградской области.

## География
Находится в центральной части Калининградской области, в зоне хвойно-широколиственных лесов, на левом берегу реки Инструч, на расстоянии примерно 13 километров (по прямой) к северо-востоку от города Черняховска, административного центра района. Абсолютная высота — 25 метров над уровнем моря.

### Климат
Климат характеризуется как переходный от морского к умеренно континентальному. Среднегодовая температура воздуха — 8,3 °C. Средняя температура воздуха самого холодного месяца (января) — −0,9 °C (абсолютный минимум — −35 °C); самого тёплого месяца (июля) — 18,5 °C (абсолютный максимум — 37 °C). Период температуры воздуха выше 0 °C составляет 274 дня. Длительность вегетационного периода — 180—200 дней. Годовое количество атмосферных осадков — 850—900 мм, из которых большая часть выпадает в тёплый период.

### Часовой пояс
Посёлок Смородиново как и вся Калининградская область, находится в часовой зоне МСК−1. Смещение применяемого времени относительно UTC составляет +2:00.

## История
Поселение относится к исторической области Надровия. В составе Германии (Восточная Пруссия) до 1945 года. По итогам Второй мировой войны населенный пункт вошёл в состав СССР. До 1938 года носил название Биндшонен. При Гитлере название было германизировано в ходе кампании по ликвидации в Третьем Рейхе топонимики древнепрусского происхождения. В период с 1938 по 1947 годы назывался Бинден. Ныне в составе России как правопреемницы СССР. В период с 2008 по 2016 годы Смородиново входило в состав Калужского сельского поселения Черняховского района, с 2016 по 2022 годы — в состав Черняховского городского округа.

## Население
| 1910 | 1933 | 1939 | 2002 | 2010 |
| ---- | ---- | ---- | ---- | ---- |
| 133  | ↗206 | ↗228 | ↘8   | ↗20  |

### Национальный состав
Согласно результатам переписи 2002 года, в национальной структуре населения белорусы составляли 62 %.